# Серпантин (дорога)

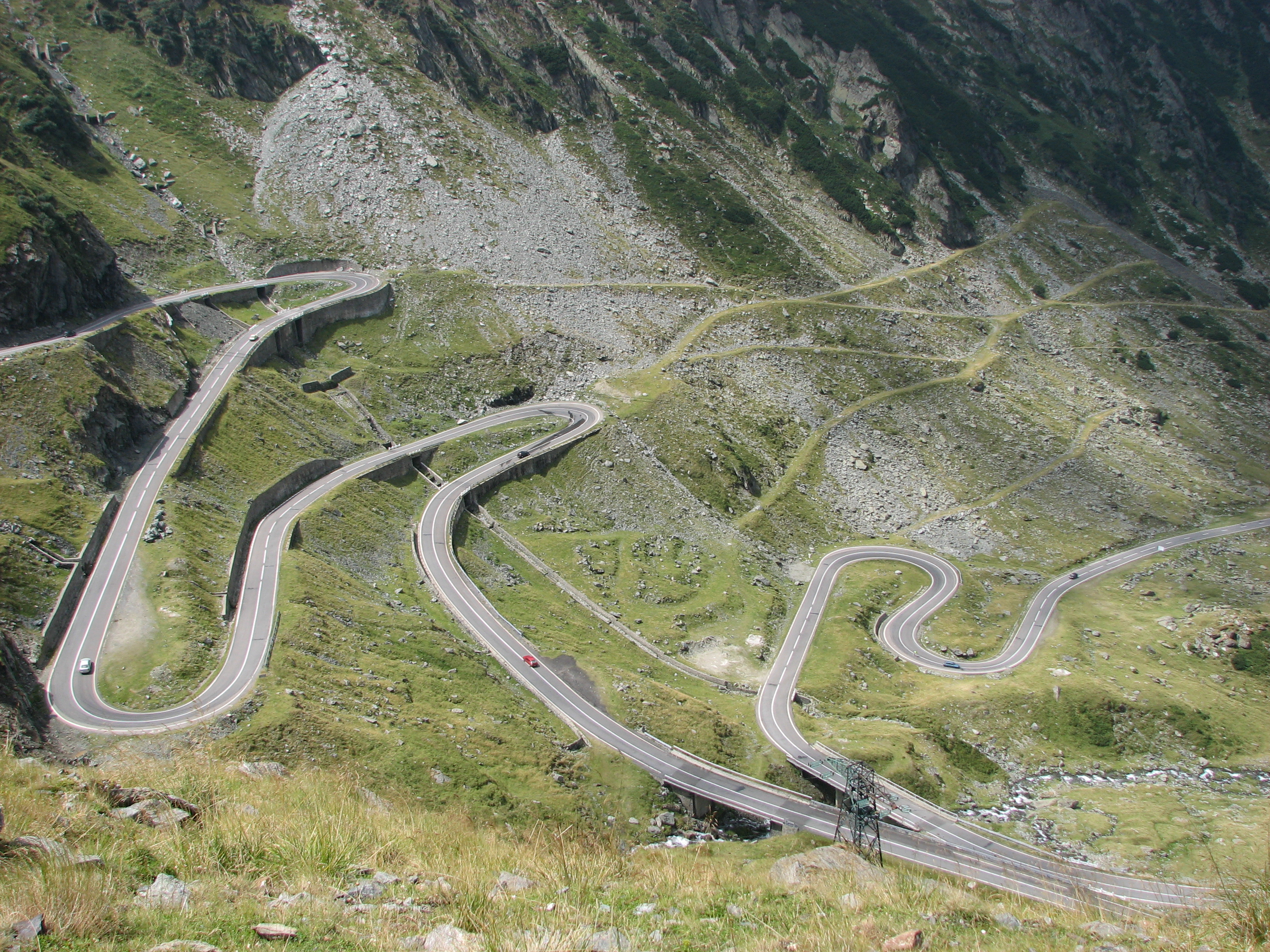
Серпантин на ділянці Трансфегерашського шосе

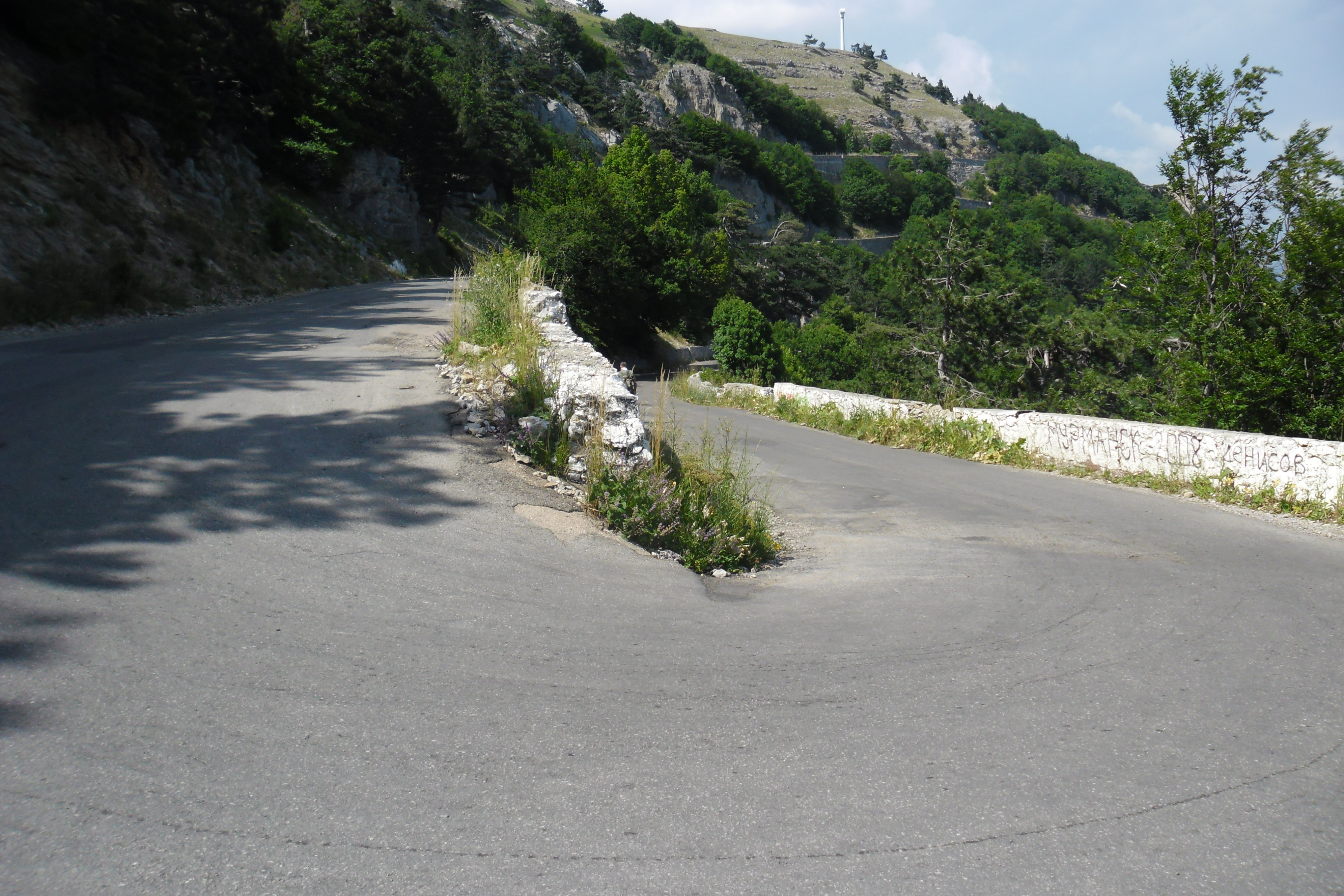
Серпантин на спуску з Ай-Петрі, Крим, Україна.

Серпанти́н (від фр. serpentin — «зміїстий») — звивиста дорога в горах.
При прокладанні автомобільних доріг у гірській місцевості, що має дуже складний рельєф, для отримання заданих похилів дороги влаштовують особливого виду криві. Симетричний серпантин з великими кутами повороту і перехідними кривими, що дозволяє здійснити розвиток лінії з метою подолання крутих підйомів і спусків на великих ділянках. Такі заокруглення називають серпантинами. З огляду на те, що кут повороту серпантину дуже великий, криву розташовують не всередині, а зовні кута. Серпантини бувають двох основних видів: І роду, у яких допоміжні криві розташовані опуклостями в різні боки; вони можуть бути симетричними і несиметричними;
II роду, у яких допоміжні криві розташовані в одну сторону; вони можуть бути повними — центр основної кривої зміщений відносно вершини кута повороту, і напівсерпантинами — центр основної кривої розташований на лінії, перпендикулярній до однієї зі сторін кута повороту.
Унікальним вважається серпантин шосе Каракорам, яке вважається 8-м чудом світу. Воно з'єднує Китай та Пакистан через перевал Хунджераб на висоті 4693 метрів. Дорога є однією з найстрашніших у світі. 810 пакистанських та 82 китайських робітників втратили життя через зсуви та обвали під час будівництва шосе. Дорога має довжину 1287 кілометрів, розпочата в 1959 році і завершена у 1986 році.